# Gare d'Haybes
La gare d'Haybes est une gare ferroviaire française de la ligne de Soissons à Givet, située sur le territoire de la commune d'Haybes, dans le département des Ardennes en région Grand Est. Elle est séparée du village par la Meuse, un pont permet le passage des piétons et des voitures.
C'est une halte voyageurs de la Société nationale des chemins de fer français (SNCF), desservie par des trains TER Grand Est.

## Situation ferroviaire
Établie à 115 m d'altitude, la gare d'Haybes est située au point kilométrique (PK) 186,266 de la ligne de Soissons à Givet, entre la gare de Fumay, dont elle est séparée par le tunnel de Fumay (558 m), et la gare de Fépin.

## Histoire
Le village d'Haybes voit son avenir ferroviaire se dessiner le 10 juin 1857, avec la concession d'une section de ligne de Charleville à Givet accordée par décret impérial. La ligne à double voie a débuté en gare de Charleville ; elle ouvre le 14 décembre 1859, jusqu'à Nouzonville. Les travaux sur la commune débutent en 1860 ; le 28 avril 1862, le premier train passe sur la commune de Haybes avant d'arriver en gare de Givet. Néanmoins, il ne s'arrête pas, car la Meuse sépare la ligne du village et il n'y a pas de pont. Pour prendre le train, les habitants se rendent à pied à Fumay.
Les premiers arrêts ont lieu les lundi, jour de marché à Charleville, puis une halte est créée. Ce n'est qu'après la construction du pont sur la Meuse qu'une gare est établie.
La gare possédait un bâtiment voyageurs en face de la maison du garde-barrière, ainsi qu'une halle à marchandises et plusieurs voies de garage. Tous ces bâtiments, encore présents sur le site en 1955, ont depuis été démolis, ne laissant que les deux quais sur les voies principales.
Durant la Seconde Guerre mondiale, un pont provisoire est construit par l'armée allemande, pour permettre le lien entre Haybes et la voie ferrée ainsi que la route nationale.

## Fréquentation
Selon les estimations de la SNCF, la fréquentation annuelle de la gare figure dans le tableau ci-dessous
.
| Année     | 2015   | 2016   | 2017   | 2018   | 2019   | 2020   | 2021   | 2022   | 2023   | 2024   |
| --------- | ------ | ------ | ------ | ------ | ------ | ------ | ------ | ------ | ------ | ------ |
| Voyageurs | 35 602 | 30 349 | 30 012 | 28 905 | 30 678 | 28 125 | 31 553 | 33 619 | 46 999 | 49 152 |

## Service des voyageurs

### Accueil
Halte SNCF, c'est un point d'arrêt non géré (PANG), équipée de distributeurs automatiques de titres de transports TER. 

### Desserte
Haybes est desservie par des trains TER Grand Est qui circulent entre Charleville-Mézières et Givet via Revin.

### Intermodalité
Un parc pour les vélos est aménagé.

## Dans la littérature
Dans le récit souriant d'une épopée touristique au long de Sambre et Meuse recueilli dans Chemins d'eau, Jean Rolin s'extasie devant la succession des gares qui ponctuent son trajet de Givet à Charleville-Mézières (pour lui, chacune « pourrait être celle où débarque le narrateur d'Un balcon en forêt ») et spécialement des panneaux invitant à prendre garde au train croiseur, où il choisit de lire « sans doute une allusion, pour les enfants, à quelque moloch du premier âge industriel ».